# Надига се буря
„Надига се буря“ (на френски: Le vent se lève) е драматичен филм от 1959 година на режисьора Ив Чампи с участието на Курд Юргенс, Милен Дьомонжо и Ален Сури, копродукция на Франция и Италия.

## Сюжет
Ерик Мюлер (Курд Юргенс) е морски капитан, изпаднал във финансова криза. Той решава да унищожи кораба си и след това да прибере парите от застраховката. Ерик поставя бомба със закъснител в кораба, след което го отвежда в активно минно поле...

## В ролите
- Курд Юргенс като Ерик Мюлер
- Милен Дьомонжо като Катрин Мужен
- Ален Сури като Мишел Мужен
- Пол Мерсей като Одиар
- Робер Порте като Марсо
- Даниел Сорано като Матиас
- Жан Дуран като Пепер
- Габриел Гобен като Жулиен Обриан
- Андре Далибер като Карминати
- Джес Хан като момичето с дъвката
- Раймон Лойер като Марсел Лоран
- Джим Джералд като пияницата[3]